# 夏水
夏水，古水名。据《水经注》，故道从湖北沙市市东南分江水东出，流经今监利县北，折东北至沔阳县治附近入汉水。自此以下的汉水，也兼称楚夏水。也可能另有一条在上古时期亦称之为夏水的同名河流地处于今河南省平顶山市与许昌市附近的淮河上游一带，称之为中夏水。
旧说夏水即今长夏河。按长夏河源出江陵县西北，东南流至沔阳县南入长江，与古代夏水经流大不相同。